# Плаво
Плаво (пол. Pławo) — село в Польщі, у гміні Борова Мелецького повіту Підкарпатського воєводства.
Населення — 562 особи (2011).
У 1975-1998 роках село належало до Ряшівського воєводства.

## Демографія
Демографічна структура станом на 31 березня 2011 року:
|          | Загалом | Допрацездатний вік | Працездатний вік | Постпрацездатний вік |
| -------- | ------- | ------------------ | ---------------- | -------------------- |
| Чоловіки | 289     | 68                 | 189              | 32                   |
| Жінки    | 273     | 52                 | 167              | 54                   |
| Разом    | 562     | 120                | 356              | 86                   |